# Metropolitanstadt Bari
Die Metropolitanstadt Bari (italienisch Città Metropolitana di Bari) ist eine Metropolitanstadt in der italienischen Region Apulien.
Die Metropolitanstadt Bari besteht seit dem 1. Januar 2015 als Rechtsnachfolgerin der ehemaligen Provinz Bari (italienisch Provincia di Bari).
Die Metropolitanstadt, die sich auf dem Gebiet der ehemaligen Provinz erstreckt, hatte am 31. Dezember 2023 1.221.682 Einwohner. 
Im Jahr 2004 wurden sieben Gemeinden mit damals ungefähr 390.000 Einwohnern von der damaligen Provinz Bari abgetrennt und mit drei Gemeinden der Provinz Foggia zur neuen Provinz Barletta-Andria-Trani zusammengeschlossen. Die Anzahl der Gemeinden der Metropolitanstadt beträgt seitdem 41 auf einer Fläche von 3.825 km².
Bürgermeister der Metropolitanstadt ist Vito Leccese.

## Größte Gemeinden
(Einwohnerzahlen Stand 31. Dezember 2023)
| Gemeinde              | Einwohner |
| --------------------- | --------- |
| Bari                  | 316.226   |
| Altamura              | 70.093    |
| Molfetta              | 57.305    |
| Bitonto               | 53.103    |
| Monopoli              | 47.857    |
| Corato                | 46.985    |
| Gravina in Puglia     | 42.341    |
| Modugno               | 36.162    |
| Gioia del Colle       | 26.502    |
| Triggiano             | 25.866    |
| Terlizzi              | 26.013    |
| Putignano             | 25.851    |
| Santeramo in Colle    | 25.721    |
| Noicattaro            | 25.912    |
| Conversano            | 25.827    |
| Mola di Bari          | 24.334    |
| Ruvo di Puglia        | 24.350    |
| Palo del Colle        | 20.475    |
| Acquaviva delle Fonti | 19.826    |
| Giovinazzo            | 19.260    |
| Casamassima           | 19.208    |
| Castellana Grotte     | 19.675    |
| Noci                  | 18.221    |
| Rutigliano            | 18.219    |
| Polignano a Mare      | 17.463    |
| Valenzano             | 17.215    |
| Adelfia               | 16.473    |
| Capurso               | 15.174    |

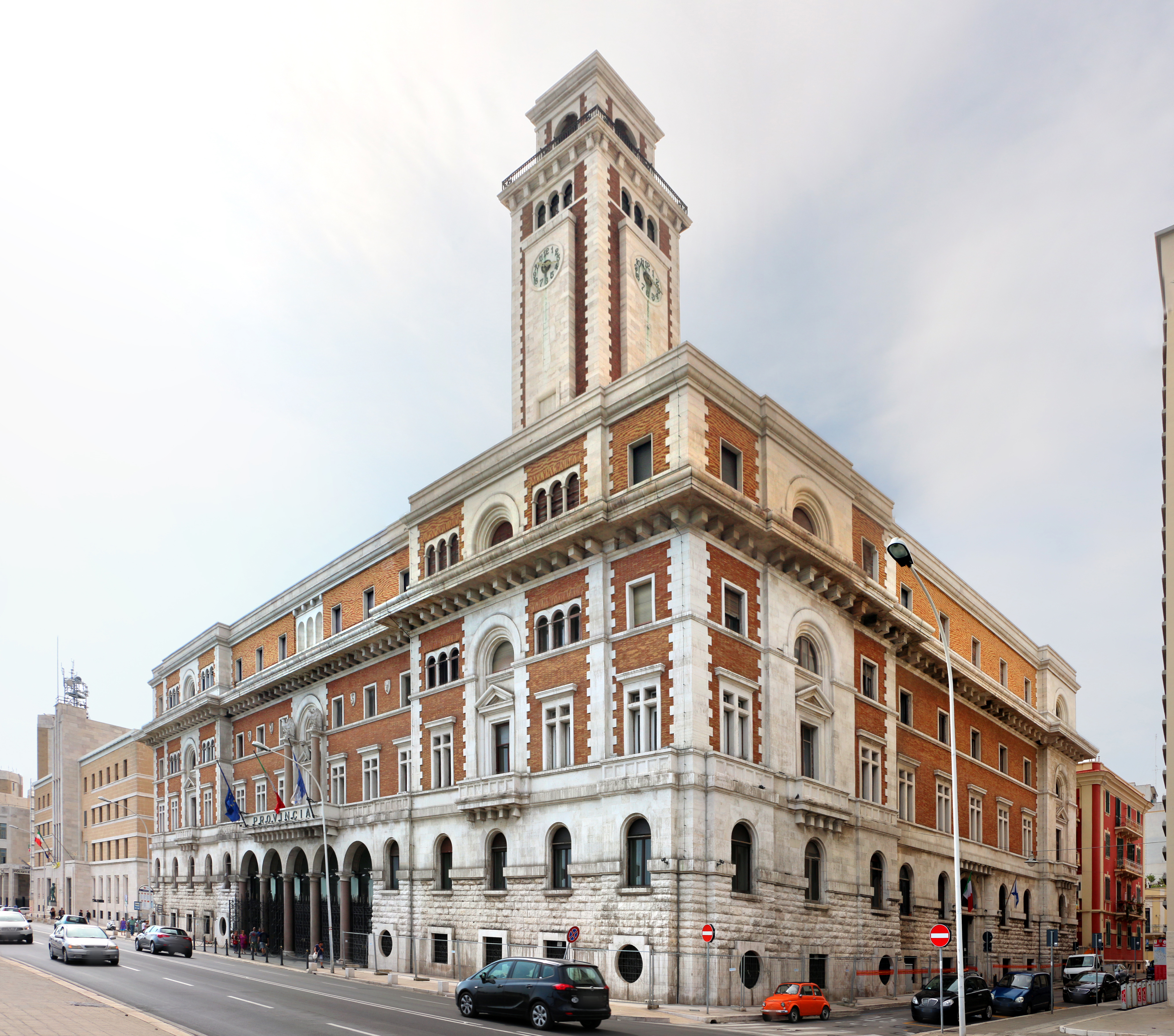
Bari, Palazzo della Città Metropolitana

Lage der Metropolitanstadt Bari in der Region Apulien

Die Liste der Gemeinden in Apulien beinhaltet alle Gemeinden der Metropolitanstadt mit Einwohnerzahlen.